# 팝스테이지
팝스테이지(PopStage)는 엠게임이 개발, 배포한 온라인 리듬액션 게임이다. 팝스테이지는 모든 리듬게임의 기본적인 규칙을 따르고 있으며, 캐릭터의 댄스가 돋보이는 게임이다.

## 게임 시스템

### 진행
곡이 연주되면 화면 아래의 판정선에 마디에 따라 노트가 내려오며 해당키를 입력하여 노트를 클리어하면 연주가 되었다. 노트를 연주하지 못해도 게이지바가 없기 때문에 게임오버가 되지 않았다. 기본적으로 D,F,스페이스,J.K(5키) / S,D,F,스페이스,J,K,L(7키)을 사용하며 팝 모드를 발동시킬 땐 G또는 H를 누른다.

### 판정
판정은 POP!, Nice!, Great!, BAD, OOPS! 가 있으며, 판정이 팝(POP)이나 나이스(Nice), 그레이트(Great) 일 경우는 높은점수와 콤보가 상승한다. 만약, 배드(BAD)나 웁스(OOPS) 일 경우는 점수가 없거나 낮으며, 콤보는 끊어지게 되었다.

### 난이도
난이도로는 EZ, NM, HD, EX, HH 중 하나를 선택할 수 있다.

단, 협력모드 시에는 개인이 개인적으로 난이도를 선택, 남들보다 높은 점수를 낼 수 있지만, 보상은 달라지지 않았다.

### 컬렉션
미션, 수집 시스템.
다양한 조건에 따라 발생하는 미션을 완수하면 얻을 수 있는 메달을 모아 컬렉션을 완성하면 선물을 받을 수 있었다.
게임을 시작할 시의 곡 선택, 난이도 설정 들 발생조건을 맞추어 게임설정을 미션에 맞추면 해당 미션이 발동되는 시스템이었다.

## 팝 게이지
콤보가 증가하면 팝 에너지가 증가하며, 이는 팝게이지에 의하여 화면에 표시되었다.
콤보가 끊어지거나 팝 모드를 발동시키면 팝 게이지가 없어지니 주의해야 했다.
팝 모드일 경우의 지속시간은 대체로 짧은 편이며, 팝 모드가 발동되면, 팝 모드와 맞는 배수가 적용되었다.

### 팝 게이지 상태와 팝 모드
팝 게이지는 총 3단계로 이루어져 있으며, 팝 게이지가 1 단계를 넘어가면 언제든지 발동이 가능했다.
팝 에너지가 발동된 상태를 "팝모드"라 하며, 팝모드는 G, H중 아무키나 누르면 발동이 되었다.
팝 모드는 콤보가 끊겨도 아무런 영향을 주지 않는다. 그리고 팝모드 상태일 때 노트의 판정이 Great, Nice 일 경우 모두 POP으로 인정되었다.
(결과 창에는 팝 게이지를 발동한 시간 동안 Bad, Oops를 제외한 모든 판정이 POP으로 표시되고, 옵션에서 팝 모드 시 원래 판정 표시 기능이 있어서 팝모드 발동 중 자신의 판정을 관찰할 수 있었다.)
팝 모드 상태일 때 입력된 노트는 팝모드 단계의 배수에 따라 점수가 크게 높아졌다.
팝 모드로 인하여 POP 판정이 아님에도 불구하고 POP 판정으로 처리된 경우 세부 판정은 POP판정에서 가장 낮은 판정으로 계산되었다.

### 협력모드에서의 팝 시스템
협력 모드에서 팝 시스템이 발동되면, 모든 유저도 같이 팝 모드 상태가 되었다. 그리고 다른 사람이 팝 모드를 발동 할 경우, 중첩 발동이 되는데, 팝 모드가 중첩 발동되면, 지속시간은 다시 채워지고, 효과는 이전 배수와 합산되어 적용 배수가 높아진다.

## 모드
대전, 협력, 클래식 총 3개의 모드로 구성되어 있었다.

### 대전모드
서로의 실력을 겨루는 모드.
팝 시스템과 정확한 연주로 남들보다 높은 점수를 획득하는 것이 목적.
플레이 중 일정 시간마다 1등 유저는 앞으로 나와서 멋진 춤을 선보이게 되니 자신의 실력을 언제든지 알 수 있었다.

### 협력모드
다 함께 연주를 통하여 행복 에너지를 모으는 방식의 게임모드.
협력모드는 행복 에너지에 따라 같은 보상을 받기 때문에 서로 도와 플레이 해야하는 것이 특징.
난이도에 비례한 점수에 의해서 행복 게이지가 결정되니 난이도가 높다고 해서 높은 행복단계를 받을 수 있는 건 아니었다.

### 대화채널
오픈베타 이후 협력/대전모드의 대기실이 대화방과 통합되면서 사라졌다.

### 클래식 모드
팝 게이지와 쇼 타임이 없는 것을 제외하고는 일반 게임 플레이와 똑같았다.
고전 리듬게임의 연주 진행 방식을 생각하면 됐다.
난이도는 한가지로 통일되며, 키 개수 설정은 개인마다 가능했다.

### 클래식 협력 모드
기존 협력모드에 쇼타임만 빼놓은 모드이었다.

## 기타

### 커맨드
팝스테이지에는 공식홈페이지에서 공개되지 않은(사실 버그로 바라보지만 고치거나 수정하지 않음)커맨드가 있었다.
스피드업
배속 패치로 인해 사라졌다. 기존 8배속(이 커맨드를 실행하면 9배속)까지 가능했던 것이 현재는 10배속까지 조절 가능했다.
스크롤 넘어간 대화 내역 보기
연주 대기실/연주 중에서만 사용 가능했다.
커맨드 시동 방법은 마우스 커서를 대화창에다가 가져온 후 마우스 휠을 위아래로 돌리면 됐다.
어느 정도 스크롤이 넘어가면 이전 대화가 삭제되었다.

### 서클
서클 생성 조건은 10,000팝스가 소모되며, 레벨 10 이상의 유저만 가능했다.
조건을 충족한다면 서클을 개설해 유저들을 서클에 초대 혹은 탈퇴 시킬 수 있었다.
현재 서클 최대 인원은 50명이 제한이다.
그리고 현재로서는 아직 서클에 대한 특혜 같은 건 없다.

#### 엠블렘 만들기
엠블렘은 그 서클을 대표하는 마크이었다.
엠블렘을 만들기 위해서는 아래의 조건을 만족해야 했다.
22×22의 BMP 포맷으로 된 24 혹은 32비트의 파일.
바꾼 엠블렘은 다음 정기 점검 때 적용되었다.

### 노트 배치 변경
게임 시작 전 미러, 랜덤, 풀 랜덤의 시스템을 이용해 노트의 배치를 바꿀 수 있었다.
미러(Mirror)
가운데 노란 노트를 기준으로 좌우 노트의 배치가 바뀌는 스킬이었다.
어느 특정한 패턴이 약할 때는 이 스킬을 이용해 다른 손으로 연주를 해야했다.
랜덤(Random)
노트의 내려오는 위치가 무작위로 바뀌게 되었다.
때에 따라서는 아주 쉽게 연주할 수도 있지만, 때에 따라서는 연주가 엄청 어려워 질 때도 있었다.
풀 랜덤(Full Random)
노트 하나하나의 위치가 무작위로 바뀌게 된다.
어떤 곡이 연타가 많을 때 쓸 수 있지만, 이 스킬을 쓰면 보통 어려워지니 자신의 실력을 믿고 도전해야 했다.

## 역사
- 2007년 2월 15일 리듬 액션 음악 게임 ‘팝스테이지’ 첫 공개
- 2007년 2월 22일 '팝스테이지', 22일 1차 쇼케이스 테스트 시작 (22일 ~ 24일)
- 2007년 2월 24일 '팝스테이지' 호평속에 1차 쇼케이스 끝남.
- 2007년 5월 16일 '팝스테이지' 2차 쇼케이스 돌입 (16일 ~ 20일)
- 2007년 9월 19일 3차 쇼케이스 시작 (19일 ~ 21일)
- 2007년 11월 7일 4차 쇼케이스 시작 (7일 ~ 11일)
- 2007년 12월 6일 '팝스테이지' 정식 홈페이지 첫 공개.
- 2007년 12월 13일 1차 프리오픈베타 'Live Jam Party' 시작
- 2007년 12월 29일 '팝스테이지' 공식 홈페이지 오픈.
- 2008년 2월 5일  '팝스테이지' 1차 프리오픈베타 'Live Jam Party' 종료.
- 2008년 4월 4일 UCC통한 신인가수 발굴 프로젝트 시작.
- 2008년 5월 23일 2차 프리오픈베타 'Live Jam Party : Part 2' 시작 (5월 23일 ~ 6월 13일)
- 2008년 7월 7일 3차(마지막) 프리오픈베타 'Final Live Jam Party' 시작 (7일 ~ 21일)
- 2008년 7월 17일 '팝스테이지' 공식홈페이지 오픈. (현재의 홈페이지)
- 2008년 7월 29일 오픈 베타 테스트 시작
- 2009년 4월 30일 업데이트 및 개발 중단
- 2012년 8월 8일 게임서비스 종료
- 2012년 8월 22일 웹 사이트 종료

## 팝스테이지 '프리서버'

### 팝스테이지 프리서버
팝스테이지 프리서버는 총 제작진 1명으로만 구성되어 서비스 종료 이전에 배포된 클라이언트로 게임을 리버싱하여 서버가 재구축 되었다.
팝스테이지 프리서버 제작진은 현재 금전적인 후원은 절대 받고 있지 아니하며, 본 게임의 주인인 엠게임이 프리서버의 존재를 의식해 주었으면 하고있다.
1차 베타 서비스를 진행한 팝스테이지 프리서버는 게임 규칙과 조작은 서비스 종료 이전과 같으나 싱글플레이(연습실) 밖에 즐기지 못 했다.
1차 베타 서비스는 2018년 8월 12일에 시작해 2018년 8월 20일 자정에 종료되었다.
팝스테이지 프리서버 2차 오픈베타 서비스가 오는 2018년 9월 21일부터 시작된다.
이번 2차 베타 서비스에서는 1차에서 발전된 모습을 선보일 것으로 예상된다.
먼저 알려진 바로는 1차와는 다르게 멀티플레이가 가능해졌고 플레이어의 외모 마저 선택할 수 있게 되었다.
더 많은 정보는 팝스테이지 2차 오픈베타 서비스가 시작되는 2018년 9월 21일 오후 8시부터 직접 확인이 가능하다.

### 팝스테이지 프리서버 역사
- 2018년 8월 11일 팝스테이지 '프리서버' 1차 베타 시작, 2018년 8월 20일 종료
- 2018년 9월 21일 팝스테이지 '프리서버' 2차 베타 시작, 2018년 10월 5일 종료
- 2018년 12월 23일 팝스테이지 '프리서버' 3차 베타 시작, 2019년 1월 2일 종료
- 2019년 2월 12일 팝스테이지 '프리서버' 4차 베타 시작, 2019년 3월 2일 종료
- 2019년 6월 30일 팝스테이지 '프리서버' 5차 베타 시작, 2019년 7월 29일 종료
- 2019년 12월 31일 팝스테이지 '프리서버' 6차 베타 시작, 2020년 1월 6일 종료
- 2020년 6월 12일 팝스테이지 '프리서버' 7차 베타 시작, 2020년 6월 15일 종료
- 2020년 12월 24일 팝스테이지 '프리서버' 8차 베타 시작, 2021년 1월 1일 종료
- 2021년 4월 24일 팝스테이지 '프리서버' 9차 베타 시작 , 2021년 5월 20일 종료